# Norskt teckenspråk
Norskt teckenspråk (norska: norsk tegnspråk) är den form av teckenspråk som utövas i Norge. Det finns flera teckenspråksföreningar i Norge och flera tv-program med teckenspråk. NRK har Nyheter på tegnspråk dagligen och Tid for tegn varje vecka.
Det norska teckenspråket utövas av omkring 15 000 personer, varav cirka 4 000 döva.

## Historia
De äldsta skriftliga källorna om språkets existens man har hittat är från år 1799. Språket så som det ser ut och används i modern tid har sitt ursprung vid Trondheims dövstumsinstitut som grundades 1825.